# Akele Hum Akele Tum
Akele Hum Akele Tum ist ein Bollywoodfilm aus den 1990er Jahren. Die Handlung der Geschichte basiert auf Robert Bentons preisgekrönten Film Kramer gegen Kramer. Die Neuverfilmung konnte nicht an den Erfolg des Originals anknüpfen und floppte an den Kassen.

## Handlung
Kiran ist die Tochter einer angesehenen Familie, die sich eifrig in der klassischen indischen Gesang übt. Bei einem Auftritt des jungen Sänger Rohit Kumar ist die hin und weg und verliebt sich Hals über Kopf in sie. Gegen den Willen ihrer Eltern ehelicht sie ihn. Kurze Zeit später wird sie schon schwanger und gebärt ihren Sohn Sunil.
Nach einigen Jahren läuft es auch beruflich gut für Rohit, als er die Chance bekommt, einen Filmsoundtrack zu komponieren. Beide träumen von einem Erfolg und so bittet Kiran ihn auch ihr Tape einzureichen. Er tut dies allerdings nicht. Kiran wird bewusst, dass sie nur Rohits Traum leben – nicht den ihren.
Sie ist mit den Pflichten einer Hausfrau und Mutter überfordert. Nach langer Überlegung beschließt sie Ehemann und Sohn zu verlassen, mit der Ansicht, dass dies das Beste für alle sei. Während Rohits Karriere seinen Tiefpunkt erreicht, wird aus Kiran ein erfolgreicher Filmstar.
Trotz alledem versucht sich Kiran mit Rohit zu versöhnen, doch die Enttäuschung ist groß. Rohits verletzter Stolz verschlimmert die Lage nur noch mehr. Schließlich führt dies zum Ehekrieg, indem beide für das Sorgerecht ihres gemeinsamen Sohnes kämpfen. Das Urteil fällt zugunsten Kirans. Dennoch begreift sie wie sehr Sunil seinen Vater braucht. So entschließt sie Sunil bei Rohit zu lassen. Dankbar für ihre Gutmütigkeit, bemerkt er, dass auch sie einst in diesem Haus gelebt hat. Kiran scheint das Haus verlassen zu wollen. An der Tür ankommend schließt sie diese und lächelt. So fallen sich alle drei in die Arme und die Familie ist wieder vereint.

## Musik
| Song                   | Sänger/in                                    | Adaption des Originaltitels                 |
| ---------------------- | -------------------------------------------- | ------------------------------------------- |
| "Aisa Zakham Diya Hai" | Udit Narayan, Shankar Mahadevan & Aamir Khan | Child in Time (1970) von Deep Purple        |
| "Akele Hum Akele Tum"  | Udit Narayan & Aditya Narayan                | But you Love Me Daddy (1959) von Jim Reeves |
| "Raja Ko Rani Se"      | Udit Narayan & Alka Yagnik                   | Speak softly love, Godfather, von Nino Rota |
| "Dil Mera Churaya Kyu" | Kumar Sanu & Anu Malik                       | Last Christmas von Wham!                    |
| "Dil Kehta Hai"        | Kumar Sanu & Alka Yagnik                     |                                             |

## Auszeichnungen
Nominierungen bei den Filmfare Awards 1996
- Filmfare Award/Bester Hauptdarsteller an Aamir Khan
- Filmfare Award/Beste Hauptdarstellerin an Manisha Koirala
- Filmfare Award/Beste Regie an Mansoor Khan
- Filmfare Award/Bester Liedtext an Majrooh Sultanpuri
- Filmfare Award/Beste Musik an Anu Malik
- Filmfare Award/Bester Playbacksänger an Udit Narayan für Raja Ko Rani Se
- Filmfare Award/Beste Nebendarstellerin an Tanvi Azmi

## Dies und Das
- Hauptdarsteller Aamir Khan und Regisseur Mansoor Khan sind Cousins.